# I'm a Rebel
I'm a Rebel är den tyska gruppen Accepts andra studioalbum, utgivet 1980.
Låten "I'm a Rebel" skrevs redan 1976 av Angus och Malcolm Youngs storebror Alexander Young och spelades från början in med AC/DC. Det sägs dock att sångaren Bon Scott var väldigt berusad under inspelningen och därför skrotades låtidén. Senare fick Accept rättigheterna att spela in låten och det blev en av deras första stora hits.

## Låtförteckning
1. "I'm A Rebel"
2. "Save Us"
3. "No Time To Lose"
4. "Thunder And Lightning"
5. "China Lady"
6. "I Wanna Be No Hero"
7. "King"
8. "Do It"